# Mythimna unipuncta
Mythimna unipuncta là một loài bướm đêm thuộc họ Noctuidae. Loài này được tìm thấy gần như khắp thế giới, ngoại trừ đông Cổ Bắc giới và đông các vùng Úc.

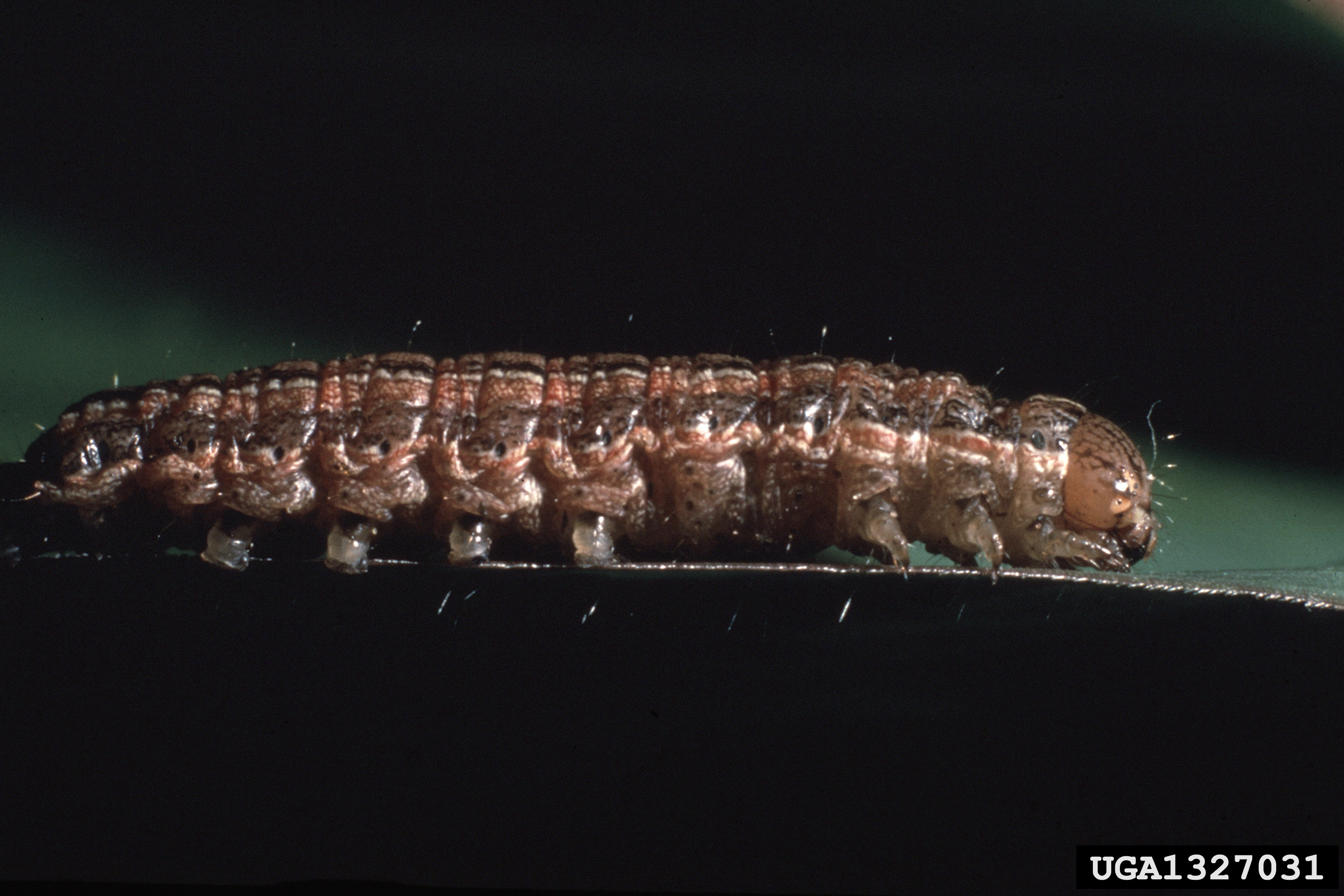
Caterpillar

Sải cánh dài 41–48 mm. Chiều dài cánh trước từ 18 đến 21 mm. 
Ấu trùng ăn nhiều loại cỏ khác nhau.

## Hình ảnh

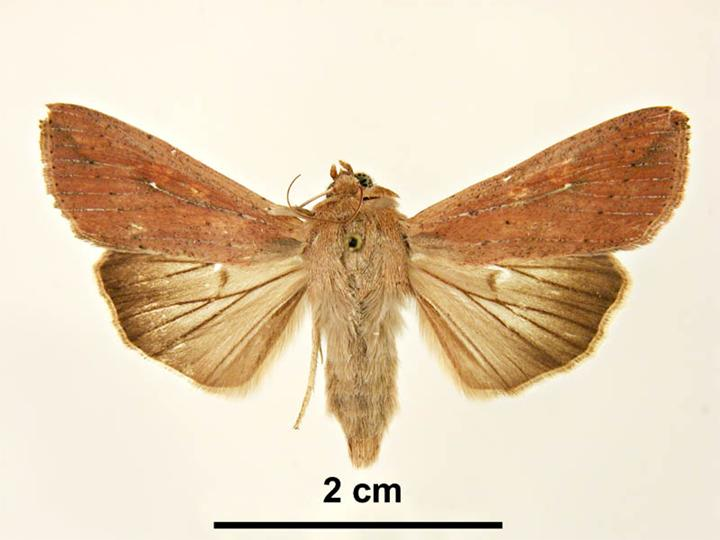
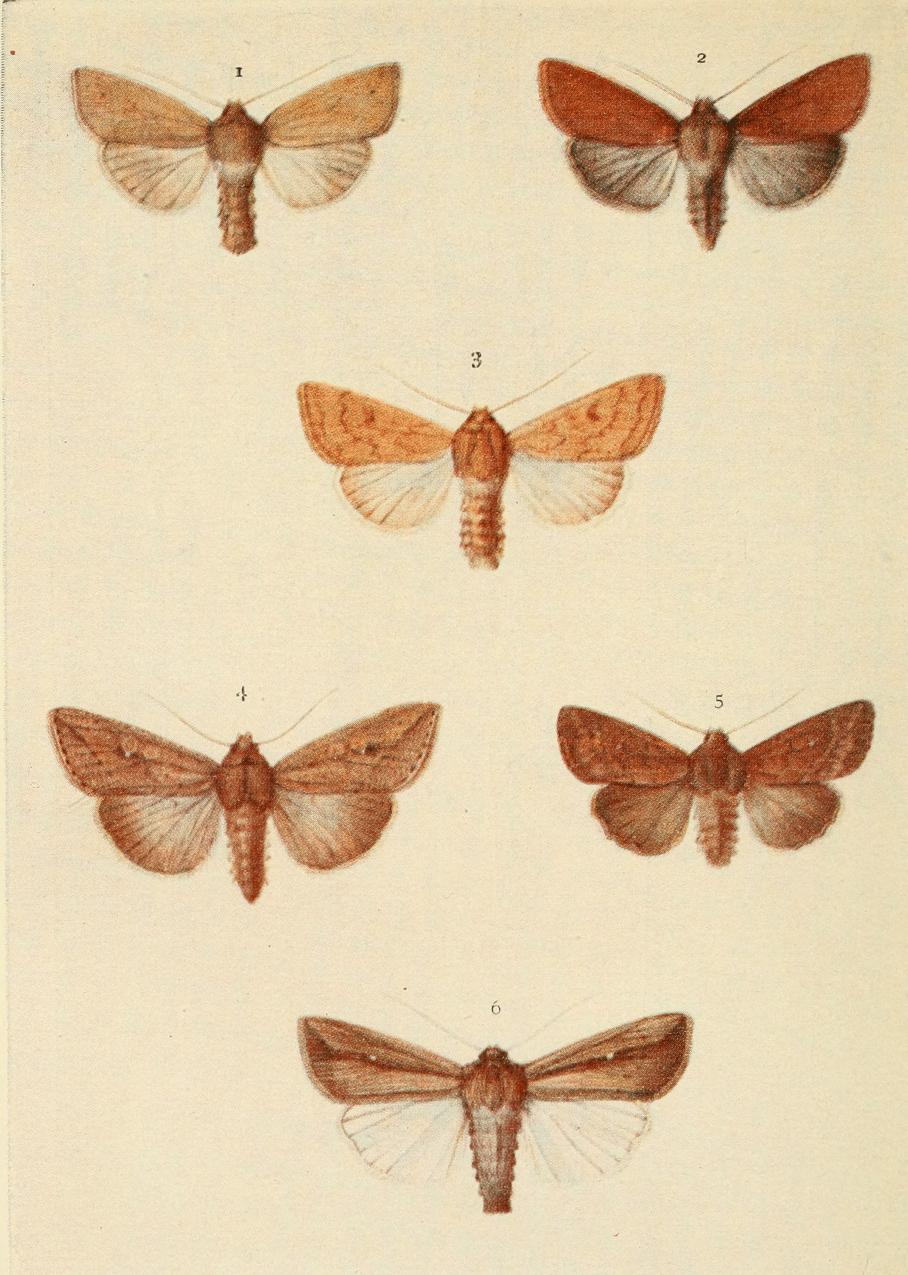
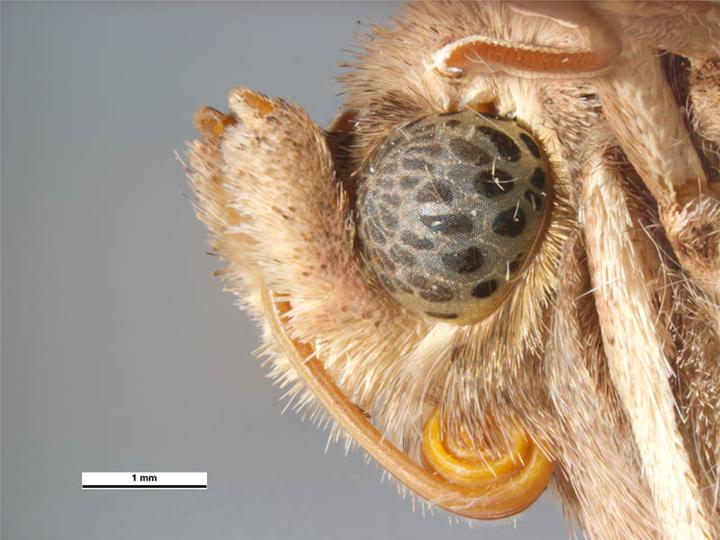
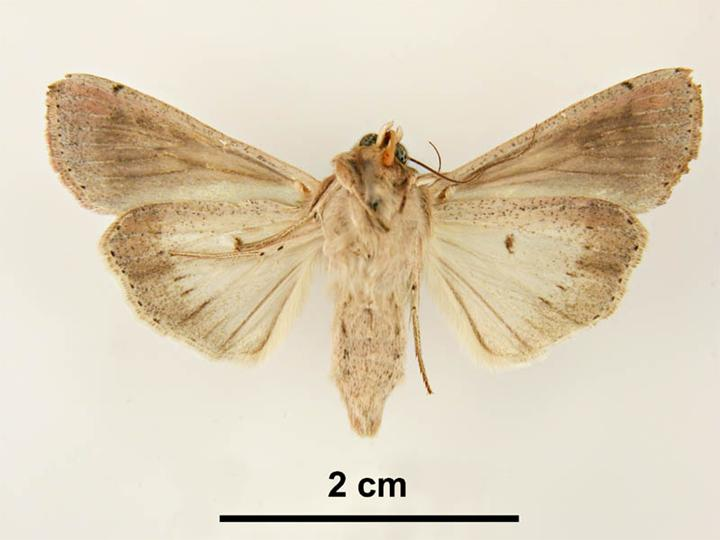